# Justine Kish
Pour les articles homonymes, voir Kish.
Justine Kish, née le 13 avril 1988 à Saint-Pétersbourg en Russie, est une pratiquante de kick-boxing et de MMA américaine.

## Parcours en muay-thaï et kick-boxing
Justine Kish a remporté 18 combats en kick-boxing pour 2 défaites.

## Parcours en MMA

### Carrière amateur
Justine Kish commence sa carrière amateur le 11 juin 2010 lors de l'événement UFA 1: Clash at the Coliseum face à l'Américaine Jessica Swift. Elle remporte la victoire par soumission dès le premier round.

### Carrière professionnelle
Le 3 décembre 2010 Justine Kish affronte l'Américaine Munah Holland lors du 'Ring of Combat 33. Justine Kish gagne par soumission grâce à un étranglement en triangle et remporte sa première victoire sur le circuit.

### Ultimate Fighting Championship
Justine Kish est sélectionnée pour participer à The Ultimate Fighter: A Champion Will Be Crowned. Elle s'entraine avec la Team Pettis. En tant que septième choix de l'entraineur Anthony Pettis, elle est pressentie pour affronter Bec Rawlings. Mais elle se blesse au genoux durant un entrainement et doit abandonner le 22 octobre 2014 lors de l'Episode 5: Coming To Get You avant même son premier combat.

## Palmarès en MMA
| 6 combats      | 6 victoires | 0 défaites |
| Par KO         | 0           | 0          |
| Par soumission | 2           | 0          |
| Sur décision   | 4           | 0          |

| Résultat | Record | Adversaire        | Méthode                     | Événement                               | Date             | Round | Temps | Lieu                                | Notes |
| -------- | ------ | ----------------- | --------------------------- | --------------------------------------- | ---------------- | ----- | ----- | ----------------------------------- | ----- |
| Victoire | 6-0    | Ashley Yoder      | Décision unanime            | UFC Fight Night: Lewis vs. Abdurakhimov | 9 décembre 2016  | 3     | 5:00  | Albany, New York, États-Unis        |       |
| Victoire | 5-0    | Nina Ansaroff     | Décision unanime            | UFC 195: Lawler vs. Condit              | 2 janvier 2016   | 3     | 5:00  | Las Vegas, Nevada, États-Unis       |       |
| Victoire | 4-0    | Randa Markos      | Décision unanime            | RFA 12                                  | 24 janvier 2014  | 3     | 5:00  | Los Angeles, Californie, États-Unis |       |
| Victoire | 3–0    | Jin Tang          | Décision unanime            | Fusion Fighting Championship 5          | 18 décembre 2013 | 3     | 5:00  | Las Vegas, Nevada, États-Unis       |       |
| Victoire | 2–0    | Christine Stanley | Soumission (clé de bras)    | RFA 9                                   | 16 août 2013     | 2     | 3:00  | Los Angeles, Californie, États-Unis |       |
| Victoire | 1–0    | Munah Holland     | Soumission (triangle choke) | Ring of Combat 33                       | 3 décembre 2010  | 2     | 2:53  | New Jersey, États-Unis              |       |